# Wilfried Staber
Wilfried Staber (* 5. November 1972 in Fohnsdorf, Österreich) ist ein österreichisch-deutscher Opernsänger (Bass).

## Leben
Im Anschluss an ein Studium der Elektrotechnik und Sprachwissenschaft in Graz, arbeitete Wilfried Staber zunächst als Nachrichtensprecher beim ORF. 1998 nahm er ein Studium für Gesang an der Universität für Musik und darstellende Kunst Graz und der Hochschule für Musik und Theater München auf und wurde von Josef Loibl in der Stimmlage Bass ausgebildet. Nachdem er 2004 sein Studium mit Auszeichnung abgeschlossen hatte, nahm er ein Engagement am Theater und Orchester Heidelberg an. 2007 erhielt er eine Festanstellung an der Oper Köln und kehrte 2009 nach Heidelberg zurück, wo er seither festes Ensemblemitglied ist.
Bei Gastengagements für verschiedene Opernproduktionen trat er bei den Bregenzer Festspielen (2013, 2014), den Thurn-und-Taxis-Schlossfestspielen in Regensburg, den Andechser Festspielen, den Herrenchiemsee-Festspielen, am Prinzregententheater München, sowie bei Produktionen in Graz, Kapstadt, Aachen, Bremen, Bielefeld, Mannheim, Kaiserslautern, Karlsruhe, Gießen und Koblenz auf.
Wilfried Staber ist mit der Sängerin Nicole Staber verheiratet und hat mit ihr zwei Kinder. Für eine Produktion des Theaters Heidelberg von Mozarts Zauberflöte 2017 trat Staber gemeinsam mit seinem Sohn Anselm sowohl in den Hauptvorstellungen, als auch in der speziell für Kinder komponierten Version Erzähl mal, Papa(geno) auf.
2022 wurde Wilfried Staber für seine künstlerische Arbeit durch den Oberbürgermeister der Stadt Heidelberg der Ehrentitel „Kammersänger“ verliehen.

## Trivia
Während der COVID-19-Pandemie nahm Staber während des ersten Lockdowns im April 2020 ein Unterhaltungsvideo mit dem Titel Probe mit Sänger Wilfried Staber auf, in dem er einen Opernsänger bei der Gesangsprobe im „Homeoffice“ spielt.

## Repertoire (Auswahl)
| Werk                                 | Komponist                                  | Rolle                 | Spielort                  |
| ------------------------------------ | ------------------------------------------ | --------------------- | ------------------------- |
| Don Giovanni                         | Wolfgang Amadeus Mozart / Lorenzo Da Ponte | Komtur                | Heidelberg                |
| Die Fledermaus                       | Johann Strauss                             | Direktor Frank        | Heidelberg                |
| Onegin                               | John Cranko                                | Gremin                | Heidelberg                |
| Le nozze di Figaro                   | Wolfgang Amadeus Mozart / Lorenzo Da Ponte | Bartolo               | Heidelberg                |
| Il barbiere di Siviglia              | Gioachino Rossini                          | Basilio               | Heidelberg                |
| Rusalka                              | Antonín Dvořák                             | Wassermann            | Heidelberg                |
| Tannhäuser                           | Richard Wagner                             | Landgraf              | Heidelberg                |
| Der Wildschütz                       | Albert Lortzing                            | Baculus               | Köln                      |
| Fidelio                              | Ludwig van Beethoven                       | Rocco                 | Köln                      |
| Die Entführung aus dem Serail        | Wolfgang Amadeus Mozart                    | Osmin                 | Heidelberg                |
| Mazeppa                              | Pjotr Tschaikowski                         | Kotschubej            | Heidelberg                |
| Così fan tutte                       | Wolfgang Amadeus Mozart                    | Don Alfonso           | Heidelberg                |
| Der fliegende Holländer              | Richard Wagner                             | Daland                | Heidelberg                |
| Abends am Fluss/Hochwasser           | Johannes Harneits                          | der Schwere Koffer    | Heidelberg                |
| Die Zauberflöte                      | Wolfgang Amadeus Mozart                    | Sarastro              | Köln, Heidelberg, Bregenz |
| Die Zauberflöte/Erzähl mal, Papageno | Wolfgang Amadeus Mozart                    | Papageno              | Heidelberg                |
| Der Rosenkavalier                    | Richard Strauss                            | Ochs auf Lerchenau    | Koblenz                   |
| Anatevka                             | Jerry Bock                                 | Milchmann Tewje       | Heidelberg                |
| Im weißen Rößl                       | Ralph Benatzky                             | Kaiser Franz Josef I. | Heidelberg                |

## Ehrungen (Auswahl)
- 2003, Finalist, 4. internationaler Wagnerstimmen-Wettbewerb in Bayreuth[6]
- 2004, Preisträger „Bester Deutscher Sänger“, Francisco-Viñas-Gesangswettbewerb Barcelona.[4]
- Am 1. Juli 2022 wurde Wilfried Staber zum Kammersänger der Stadt Heidelberg ernannt.[4][7]